# Лимонный вьюрок
Лимонный вьюрок (лат. Carduelis citrinella) — вид птиц из семейства вьюрковых (Fringillidae), обитающий высоко в горах Европы, в частности в Альпах, Пиренеях и Шварцвальде. Маленькие зеленоватые птицы с коротким острым клювом и длинным, слегка раздвоенным хвостом. Оперение самцов желтовато-зелёное на лбу, вокруг глаз и на горле, оливково-зелёное на спине и светлое голубовато-серое сверху на голове и на шее, тускло-серое по сторонам груди и зеленовато-жёлтое в центре и на животе. Оперение самок более тусклое. Птицы строят чашеобразные гнёзда на стволах высоких хвойных деревьев, откладывают от трёх до пяти яиц.
Лимонный вьюрок был описан немецким энциклопедистом Петром Симоном Палласом в 1764 году. В настоящее время учёные относят вид к щеглам (Carduelis), ранее птиц относили к канареечным вьюркам (Serinus). Из-за близкого родства учёные выделяют лимонного вьюрка и корсиканского вьюрка, обитающего на Корсике и некоторых других островах, в надвид. До недавнего времени их считали конспецифическими видами.

## Описание
Маленькая зеленоватая птица с длиной тела 11,5—12 см и массой 12—14 г, коротким острым клювом и довольно длинным хвостом, слегка раздвоенным на конце. У самцов лоб и область вокруг глаз желтовато-зелёные, раскраска задней части головы, шеи и кроющих перьев уха варьирует от пепельно-серой до светлой голубовато-серой, кончики кроющих перьев уха имеют оливковый оттенок. Оперение верха спины оливково-зелёное с сероватым оттенком и тонкими более тёмными прожилками, нижняя часть спины и надхвостье без прожилок, тусклого желтовато-зелёного цвета. Кроющие перья хвоста в основном ярко-жёлтые, самые длинные из них темнее в центральной части. Хвост черноватый, внешний край перьев окрашен в жёлтый, который на кончиках переходит в белый. Крылышко, первостепенные кроющие и маховые перья — чёрные с жёлтыми или желтовато-зелёными краями и кончиками, у третьестепенных маховых перьев жёлтая часть пера заметно шире. Подбородок и горло желтовато-зелёного цвета. По сторонам груди оперение тускло-серое, в центре и на животе — зеленовато-жёлтое. Подхвостье жёлтое или беловато-жёлтое. Радужка глаза тёмно-коричневая. Клюв также тёмно-коричневый с более светлым или розовато-серым подклювьем. Лапы тускло-коричневые.
Оперение самки схоже с оперением самца, но более тусклое или тёмное. Голова, горло, грудь и бока серее, иногда с коричневым оттенком, маска зеленее, часто ограничена только областью вокруг глаз и до горла. Оперение в верхней части спины оливковое, с более сильным серым оттенком и более тёмными прожилками. Бока, надхвостье и внешние перья хвоста — тусклые зеленовато-жёлтые. Раскраска крыла такая же, как у самца, но кончики кроющих перьев тоньше, а кайма на третьестепенных перьях светлее. Подбородок и верхняя часть горла зелёные, остальная часть горла — пепельно-серая. В остальном оперение снизу тусклее и зеленее, чем у самца.
Оперение вылетевших из гнезда птенцов отличается отсутствием яркой маски, лоб и область вокруг глаз окрашены в серовато-коричневый цвет, иногда желтоватый. Голова сзади и бока шеи — светло-коричневые, оперение сверху — коричневое, бока и надхвостье — светло-коричневые или желтовато-коричневые, при этом на всех областях имеются более тёмные прожилки. На внешних перьях хвоста тускло-жёлтые кончики, крылья — тёмно-коричневые, на третьестепенных маховых перьях широкая светло-коричневая полоса. Подбородок и горло — коричнево-серые, центр груди и верхняя часть живота — коричневые с тёмными прожилками, остальное оперение снизу светлое с жёлтым оттенком, по бокам присутствуют коричневатые прожилки, а подхвостье очень светлое. Клюв тёмный.
В возрасте одного года молодые птицы сохраняют ювенильные кроющие и маховые перья, кроющие перья крыла и рулевые перья хвоста имеют заострённые кончики, против круглых у взрослых птиц. У самцов сохраняются коричневые прожилки на спине, подбородок и верхняя часть горла — зелёные или сероватые, оперение снизу — зеленовато-жёлтое, более светлое на животе. У самок верхняя часть спины оливково-коричневая, оперение снизу — бледно-жёлтое, горло, грудь и бока — пепельно-серые или коричневато-серые.

### Отличия от корсиканского вьюрка
Ближайшим родственником лимонного вьюрка является корсиканский вьюрок (Carduelis corsicana), обитающий на островах Средиземного моря. Лимонный вьюрок больше: средняя масса самца в восточных Пиренеях составляет 12,5 г, в то время как масса корсиканского вьюрка — 11,5 г. В отличие от корсиканского вьюрка, у лимонного более длинные и заострённые крылья, а также более длинный и сильнее раздвоенный хвост. Клюв лимонного вьюрка заметно больше по многим показателям: он шире, выше и длиннее, чем у корсиканского вьюрка. Вместе с тем, щетинки вокруг клюва схожи у представителей обоих видов. Лапы лимонного вьюрка длиннее и сильнее, средний палец и когти также более длинные. Длина внутреннего пальца почти не отличается у этих двух видов, что, впрочем, может быть связано с ошибками измерения. Также у птиц схожее отношение между длиной крыла и длиной предплюсны.
Учёные предположили, что морфологические различия корсиканского и лимонного вьюрка связаны в первую очередь с различной средой обитания птиц, а не с ареалом. Корсиканские вьюрки обитают в тёплом климате на островах Средиземного моря, при этом часть ареала лимонных вьюрков расположена в той же климатической зоне. Carduelis citrinella предпочитают открытые хвойные, чаще сосновые, леса высоко в горах, в то время как Carduelis corsicana обитают на открытых вересковых пустошах. Лимонные вьюрки скорее всего совершают дальние перелёты за пропитанием, о чём свидетельствуют их длинные острые крылья и длинный хвост, в то время как более оседлые корсиканские вьюрки приобрели округлые крылья и более короткий хвост. Лимонные вьюрки предпочитают сосновые деревья с более толстыми ветками, в пользу чего говорят более сильные лапы, в этом нет необходимости у корсиканского вьюрка, который адаптировался к вересковым полям. Разница в форме и размере клюва связана с особенностями питания птиц: лимонные вьюрки предпочитают крупные семена сосны, а корсиканские — мелкие семена кустарников и трав.

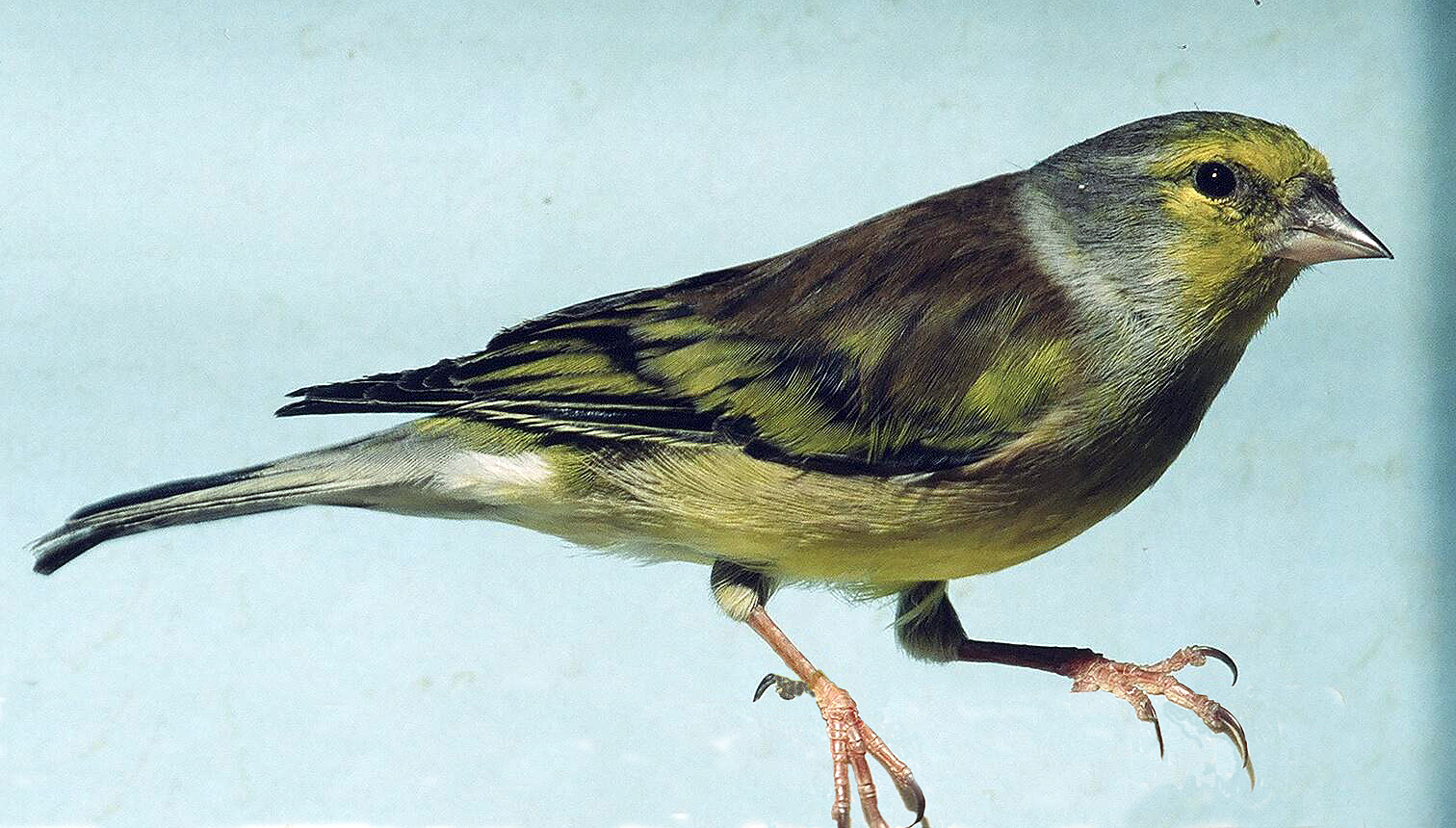
Carduelis corsicana
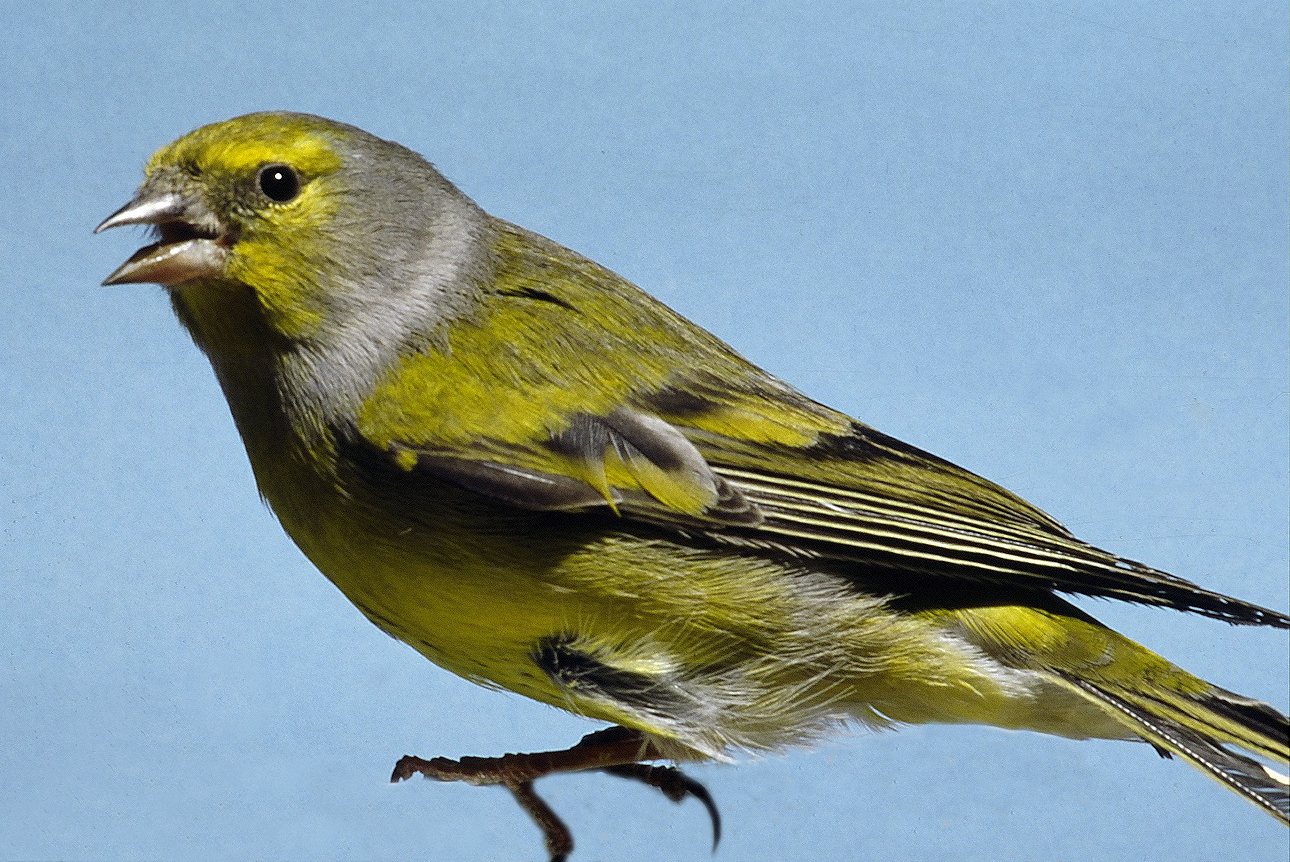
Carduelis citrinella

### Вокализация
Вокализация лимонного вьюрка напоминает песни канареечных вьюрков (Serinus), которые птицы исполняют сидя высоко на деревьях, или в полёте. Он поёт круглый год, в основном зимой и весной, реже осенью. Его песня во время демонстрационного полёта представляет собой серию быстрых музыкальных звуков, в которой фразы на высоких нотах чередуются с жёстким щебетанием, гудением и трелями. Иногда перед стандартной песней добавляет индивидуальные звуки. Позывки также схожи с канареечным вьюрком (Serinus serinus) и чижом (Spinus spinus), они включают различные варианты металлических звуков «di», «dit», «tiyie» или «tsiew», «hui», «hwee», низких «zui», грубых «check» или «chwick», «tweek», «twick» или «chit», и более продолжительных «dididididid», «chitt-tit-itt», «check-eck-eck», напоминающим Linaria cannabina, а также звонкий «pirriti».

## Распространение
Западная граница ареала лимонного вьюрка проходит по северной и центральной Испании, а восточная — по южной и восточной Франции. Птицы обитают круглый год в Испании, на севере Италии, в Швейцарии, на востоке Австрии, а также в Андорре. В летнее время — на юге Германии, на востоке Австрии, на севере Словении, а также в Лихтенштейне, Черногории, Сербии и Франции. Изредка птиц наблюдали на севере Франции и Германии, в Финляндии, Бельгии, Голландии, Польше, Чехии, Португалии. Птиц также отмечали в Марокко и Алжире на севере Африки. Рекордной является птица, пойманная в июне на Шетландских островах в Шотландии. Анализ оперения показал, что скорее всего она прилетела из района Шварцвальда, Вогезов или Юры. Площадь ареала составляет 1 110 000 км².
Птицы обитают высоко в горах, высота над уровнем моря составляет от 1500 до 2500 метров. Предпочитают открытые участки или края хвойных лесов, преимущественно елей (Picea), лиственниц (Larix) и сосен (Pinus). Также птиц можно встретить в скоплениях хвойных деревьев на открытых пространствах, горных лугах, по краю дороги или в городских садах. Немецкий орнитолог Марк Фёршлер (Marc Forschler) отметил, что в северном Шварцвальде птицы обитают преимущественно на искусственных ландшафтах, их можно встретить на обочинах дорог, лесных тропах, парковках, где высота травы меньше обычной. В то же время в Альпах и Пиренеях лимонные вьюрки предпочитают естественную границу между горными лугами и лесами. Посадки деревьев в местах обитания лимонных вьюрков, в особенности псевдотсуги Мензиса (Pseudotsuga menziesii), могут привести к сокращению традиционных для этих птиц площадей и уменьшению численности.

### Миграция
Лимонные вьюрки очень мобильны и часто могут совершать короткие миграции, в том числе высотные. Птицы могут совершать перелёты общей протяжённостью до 600 км. В частности, лимонных вьюрков, окольцованных в Швейцарии, наблюдали в северной и центральной частях Италии и на северо-востоке Испании.
В конце сентября — начале октября птицы с северных Альп спускаются на более низкие высоты, чаще южнее и западнее гор, где зимуют в безлесых долинах. Осенние миграции через западную Швейцарию достигают своего пика в середине октября и полностью завершаются к середине ноября. В регионах с мягкими зимами — на юге Франции и на севере Италии — птицы остаются на больших высотах до тех пор, пока суровые погодные условия не вынудят их спустится вниз. В Швейцарии они остаются на зимовку только на юго-западе страны, а во Франции часто мигрируют в Чаще всего они мигрируют к горе Ванту на юге страны. Птицы, обитающие в Пиренеях и на северо-востоке Испании, в зимнее время спускаются с гор и иногда достигают побережья. В редких случаях лимонных вьюрков наблюдали даже на Балеарских островах, хотя в целом они очень редки на северо-западе страны. В урожайные годы, с большим количеством семян ели, птицы остаются на зиму в Шварцвальде.
Птицы возвращаются к местам гнездования с середины февраля до середины апреля, в зависимости от снегопадов в конце зимы. Иногда остаются на равнинах до середины мая. В случае сложных погодных условий весной, они совершают постоянные высотные миграции.

### Охранный статус
Международный союз охраны природы относит лимонного вьюрка к видам, вызывающим наименьшие опасения. Птицы широко распространены на всём ареале, за исключением Словении. По приблизительным оценкам общая численность составляет около 250 тысяч пар, при этом в Испании обитает большая часть — 230 тысяч.
На Иберийском полуострове птицы расширили свой ареал. В последнее время пары лимонных вьюрков можно наблюдать в Кантабрийских горах, а также в горах Сьерра-де-Касорла и Сьерра-Невада. Вместе с тем, на северной границе ареала популяция существенно сократилась. В реликтовом горном лесу Шварцвальде на севере Альп птицы были широко представлены на протяжении XIX века, а также в 1960-е и 1970-е годы XX века. В 1980-х годах их численность оценивалась в 800 пар (350 в южной части леса и 450 — в северной), оценки численности конца XX века говорят о 200—300 парах в северной части. Фёршлер полагает, что лимонных вьюрков на северной границе ареала больше, чем других европейских птиц, затронет глобальное потепление, так как уменьшение уровня снега и сокращение снежных дней в горах приведёт к изменению высоты травы, а также позволит некоторым растениям с более низких высот распространиться выше в горы, что может привести к потере подходящей для лимонных вьюрков пищи, в особенности во время вскармливания птенцов.

## Питание
Лимонный вьюрок в основном питается семенами и почками. В его рацион входит ель (Picea), сосна (Pinus), ива (Salix), берёза (Betula), ольха (Alnus), щавель (Rumex), лебеда (Atriplex), одуванчик (Taraxacum), кульбаба (Leontodon), пазник (Hypochoeris), ястребинка (Hieracium), звездчатка (Stellaria), лабазник (таволга) (Filipendula), рябина (Sorbus), бодяк (Cirsium), горец (Polygonum), ромашка (Matricaria), горечавка (Gentiana), хризантема (Chrysanthemum), арника (Arnica), пастушья сумка (Capsella), ясколка (Cerastium), марь (Chenopodium), амарант (Amaranthus), лютик (Ranunculus), крупка (Draba), лапчатка (Potentilla), манжетка (Alchemilla), дриада (Dryas), кровохлёбка (Sanguisorba), клевер (Trifolium), донник (Melilotus), незабудка (Myosotis), дубровник (Teucrium), лаванда (Lavandula), тимьян (Thymus), паслён (Solanum), подорожник (Plantago), короставник (Knautia), ситник (Juncus), осока (Carex) и многие злаки (Gramineae). Иногда в пищу попадают членистоногие — тли (Aphidoidea), настоящие листоблошки (Psyllidae), муравьи (Formicidae) и личинки бабочек (Lepidoptera).
В основном птицы собирают еду с земли, удерживая траву лапами и извлекая семена. Могут питаться и на деревьях, пробуя шишки и серёжки, при этом, по сравнению с чечётками (Acanthis flammea) и чижами (Spinus spinus), они не так хорошо цепляются и висят на них вверх ногами. Птицы усаживаются на насесты в кустах, на деревьях и на проводах вдоль дорог. Организуются в пары или небольшие группы. За пределами сезона размножения птицы очень социальны, могут формировать крупные стаи размером несколько сотен особей.

## Размножение

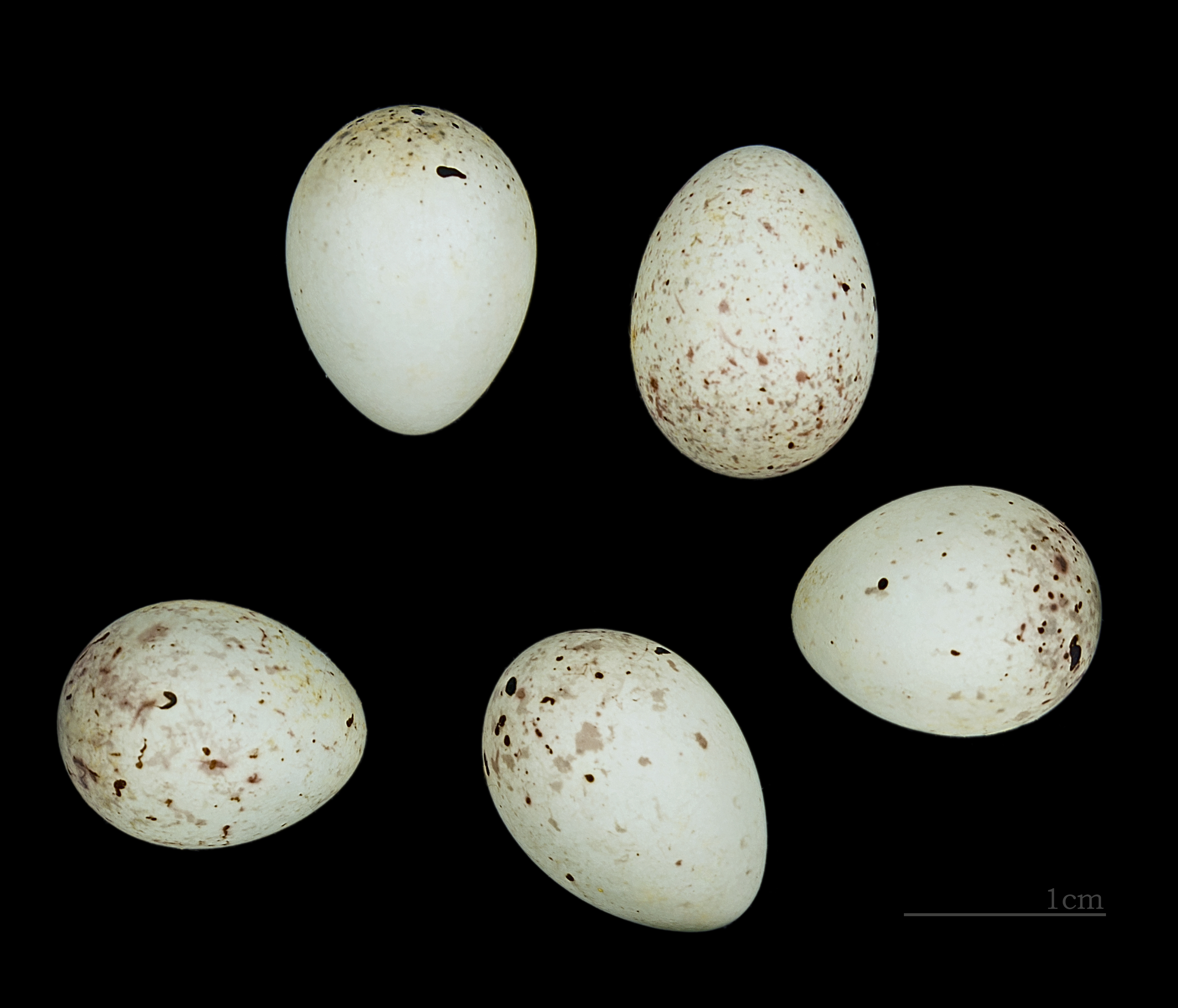
Яйца лимонного вьюрка из коллекции Тулузского музея

Птицы моногамны, сезон размножения продолжается с марта или середины апреля по август. В это время птицы менее социальны, они формируют пары в зимнее время, когда находятся в большой стае, или вскоре после прилёта на летние квартиры. Во время ухаживания самец преследует самку, поёт длинные песни с присады и преподносит еду, которую самка выпрашивает, держа клюв открытым. При этом у самки перья головы и шеи взъерошены, а крылья приоткрыты и слегка дрожат. Самцы также исполняют медленный демонстрационный полёт, похожий на полёт бабочек.
На стволе высокого, обычно хвойного, дерева самка строит чашеобразное гнездо из сухой травы, растительных волокон, мха, волос животных, перьев, иногда с кусочками дерева и бумаги. Иногда гнездо строится на конце сильной горизонтальной ветки, или на лиственном дереве. Гнездо обычно расположено на высоте до 9 метров, но может достигать и 30 м. В Шварцвальде птицы часто строят гнёзда в густом лесу, а не около источников пищи, опасаясь хищников. В кладке обычно от трёх до пяти бледно-голубых яиц с редкими пятнами ржаво-коричневого и фиолетового цветов. Яйца насиживает самка, инкубационный период составляет 13—14 дней.
Ухаживают за птенцами и кормят их оба родителя. Диета птенцов включает семена и беспозвоночных, которых отрыгивают взрослые птицы. При этом первый выводок в Альпах может быть вскормлен полностью на семенах елей, а в Шварцвальде — на семенах сосны стланиковой европейской (Pinus mugo). Птенцы вылетают из гнезда через 15—21 день и ещё до трёх недель остаются с родителями. Исследования в северной Италии показали, что успех кладки составляет 45 % и в среднем из каждой кладки вырастает 2,8 птенца, схожие показатели наблюдались в Шварцвальде и каталонских Пиренеях, где успех кладки составляет 48 %. Существенное влияние на цифры оказывают погодные условия.
Во Французских Альпах плотность птиц во время сезона размножения составляет 13 пар на км² в сосновом лесу, 21 пару — еловом лесу и 18—30 пар — в лесу с лиственницами. В Каталонии — 7—10 пар на гектар. Ранняя информация о том, что птицы размножались на Балеарских островах ставится под сомнение. У однолеток обычно один выводок, у птиц старше — два.
Продолжительность жизни может достигать 5 лет 8 месяцев.

## Систематика
Лимонный вьюрок был впервые описан немецким энциклопедистом Петром Симоном Палласом (1741—1811) в 1764 году, который дал ему название Fringilla citrinella. В 1959 году американский орнитолог Чарлз Вори (1906—1975) разместил лимонных вьюрков среди канареечных вьюрков (Serinus), за ним продолжают следовать некоторые авторы, однако исследования 1998 и 1999 годов классифицируют их как щеглов (Carduelis).
Роды Carduelis и Serinus близки между собой, филогенетические деревья этих таксонов сильно перемешаны. Ряд учёных выделяют западных палеарктических вьюрков — канареечного вьюрка (Serinus serinus), канарского канареечного вьюрка (Serinus canaria), сирийского канареечного вьюрка (Serinus syriacus) и королькового вьюрка (Serinus pusillus), два африканских вида — шафранношапочного канареечного вьюрка (Serinus canicollis), черноголового канареечного вьюрка (Serinus alario), а также лимонного вьюрка, в кладу. В то же время другие учёные на основе молекулярного анализа считают, что черноголовый щегол (Carduelis carduelis) и лимонный вьюрок (Carduelis citrinella), который в то время включал и корсиканского вьюрка (Carduelis corsicana) образуют отдельную группу. Возможно, европейские и азиатские подвиды Carduelis carduelis, а также Carduelis citrinella, произошли от общего предка около 6 млн лет назад. Расцветка и форма клюва этих видов отличается от щеглов, однако вокализация и особенности полёта являются характерными для представителей этой группы.
До недавнего времени учёные считали вид конспецифичным с Carduelis corsicana. Анализ митохондриальной ДНК, морфологии, мест обитания и вокализации позволил выделить его в отдельный вид. Птицы связаны близким родством и учёные группируют их в надвид Carduelis [citrinella].